# Nestima tetras
Nestima tetras är en tvåvingeart som först beskrevs av Steyskal 1947.  Nestima tetras ingår i släktet Nestima och familjen skridflugor. Inga underarter finns listade i Catalogue of Life.